# Asa Gray
Asa Gray (Paris, 18 novembre 1810 – Cambridge, 30 gennaio 1888) è stato un botanico statunitense.

## Biografia
Si laureò in medicina nel 1831, ma abbandonò presto questo campo per laurearsi in biologia e dedicarsi alle scienze naturali, sotto la guida di John Torrey che fu suo maestro. Pubblicò con questi il suo primo libro di botanica, Flora of North America. Avrebbe poi dato alle stampe un gran numero di pubblicazioni, la più celebre delle quali fu il Manual of the Botany of the Northern United States, from New England to Wisconsin and South to Ohio and Pennsylvania Inclusive; noto più semplicemente con il nome di Gray's Manual, questo libro, ristampato più volte ed arricchito dalle illustrazioni di Isaac Sprague, divenne una pietra miliare della tassonomia botanica del Nord America.
Oltre alle pubblicazioni, si dedicò, come professore di Harvard (incarico che ottenne nel 1842), all'allestimento ed alla cura dell'erbario e delle collezioni botaniche della prestigiosa università statunitense, a cui donò un'immensa raccolta di esemplari di piante. Ancora oggi, l'erbario dell'ateneo è chiamato in suo onore "Gray Herbarium".
Fu corrispondente di Charles Darwin, e scambiò con questi opinioni ed informazioni che si rivelarono utili nello sviluppo dell'opera del naturalista inglese; dopo la pubblicazione de L'origine delle specie divenne uno strenuo difensore della teoria darwiniana dell'evoluzione e della selezione naturale. Pubblicò in questo senso anche una raccolta di saggi, intitolata Darwiniana, nella quale, oltre a promulgare le teorie evoluzionistiche auspicava una riconciliazione fra queste e le tesi ortodosse cristiane, a quel tempo considerate dalla maggior parte delle persone come irrimediabilmente antagoniste e mutuamente esclusive.
Asa Gray morì nel 1888. A partire dal 1984, la American Society of Plant Taxonomists ha indetto in suo onore un premio intitolato "Asa Gray Award", che viene assegnato come riconoscimento alla carriera dei più eminenti botanici viventi.
Ad Asa Gray è intitolata la cima più alta del Front Range delle Montagne Rocciose, in Colorado.

## Opere principali
- 1838-1843 : con John Torrey (1796-1873) A flora of North America
- 1845 et 1850 : Plantae Lindheimerianae: An enumeration of F. Lindheimer's collection of Texan plants, with remarks and descriptions of new species, etc., insieme a George Engelmann e con il coordinamento botanico di Ferdinand Lindheimer, Boston Journal of Natural History,  Boston
- 1848 : A Manual of the Botany of the Northern United States
- 1848-1849 : Genera florae Americae boreali-orientalis illustrata
- 1849 : Plantae Fendlerianae Novi Mexi-camp — Descrizione delle piante raccolte da August Fendler (1813-1883) nel Nuovo Messico
- 1852-1853 : Plantae Wrightianae texano-neo-mexicanae
- 1854 : Botany of the United States Expedition during the years 1838-1842 under the command of Charles Wilkes, Phanerogamia
- 1878-1897 : Synoptical Flora of North America, completato da Benjamin Lincoln Robinson (1864-1935)
- 1846-1888 : Contributions to North American Botany, in: Proceedings of the American academy of arts and sciences, volumes 1-23,